# Червоная Долина (Васильковский район)
Червоная Долина (укр. Червона Долина) — село,
Павловский сельский совет,
Васильковский район,
Днепропетровская область,
Украина.
Код КОАТУУ — 1220787713. Население по переписи 2001 года составляло 80 человек.

## Географическое положение
Село Червоная Долина находится на берегу реки Соломчина,
выше по течению на расстоянии в 2 км расположен посёлок Крутоярка,
ниже по течению на расстоянии в 1,5 км расположено село Шевякино.
Река в этом месте пересыхает, на ней сделано несколько запруд.
Рядом проходит железная дорога, станция Крутоярка в 2-х км.